# Poisonblack
Poisonblack är ett finskt heavy metal-band, bildat 2000. Deras frontman och sångare/gitarrist Ville Laihiala har tidigare spelat i det nu splittrade bandet Sentenced. Bandet har hittills släppt tre studioalbum, Escapexstacy (2003), Lust Stained Despair (2006) och A Dead Heavy Day (2008). På första skivan, Escapexstacy (2003), var Juha-Pekka Leppäluoto sångare. Bandets fjärde studioalbum, Drive, släpps 27 april 2011. Bandet splittrades 2015, men återförenades år 2023.

## Medlemmar
Senaste kända medlemmar
- Ville Laihiala – sologitarr (2000–2015, 2023–), sång (2003–2015, 2023–)
- Tarmo Kanerva – trummor (2000–2015, 2023–)
- Marco Sneck – keyboard (2000–2015, 2023–)
- Antti Remes – basgitarr (2004–2015, 2023–)
- Janne Markus – gitarr (2004–2010, 2023–)
- Juha-Pekka Leppäluoto – sång (2001–2003, 2023–)

Tidigare medlemmar
- Janne Kukkonen – basgitarr (2000–2004)
- Janne Dahlgren – gitarr (2000–2003)
- Juha-Pekka Leppäluoto – sång (2001–2003)
- Janne Markus – gitarr (2004–2010)

Livemedlemmar
- Veli-Matti Kananen – keyboards (2008)
- Antti Leiviskä – gitarr (2010)

## Diskografi

### Studioalbum
- Escapexstacy (2003)
- Lust Stained Despair (2006)
- A Dead Heavy Day (2008)
- Of Rust and Bones (2010)
- Drive (2011)
- Lyijy (2013)

### Singlar
- "Love Infernal" (2003)
- "Rush" (2006)
- "Bear The Cross" (2008)
- "Mercury Falling" (2011)
- "Scars" (2011)
- "Home Is Where the Sty Is" (2013)

### Samlingsalbum
- Classics (2009)

### DVD
- A Dead Heavy Day DVD (2008)

### Musikvideor
- Love Infernal (2003)
- Rush (2006)
- Bear the Cross (2008)
- Mercury Falling (2011)
- Scars (2011)
- Home Is Where the Sty Is (2013)
- Down the Ashes Rain (2014)